# Albert Einsiedler
Albert Einsiedler (* 14. Juli 1914 in Schwäbisch Gmünd; † 28. Juli 1970 in Stuttgart) war ein deutscher Ministerialbeamter.

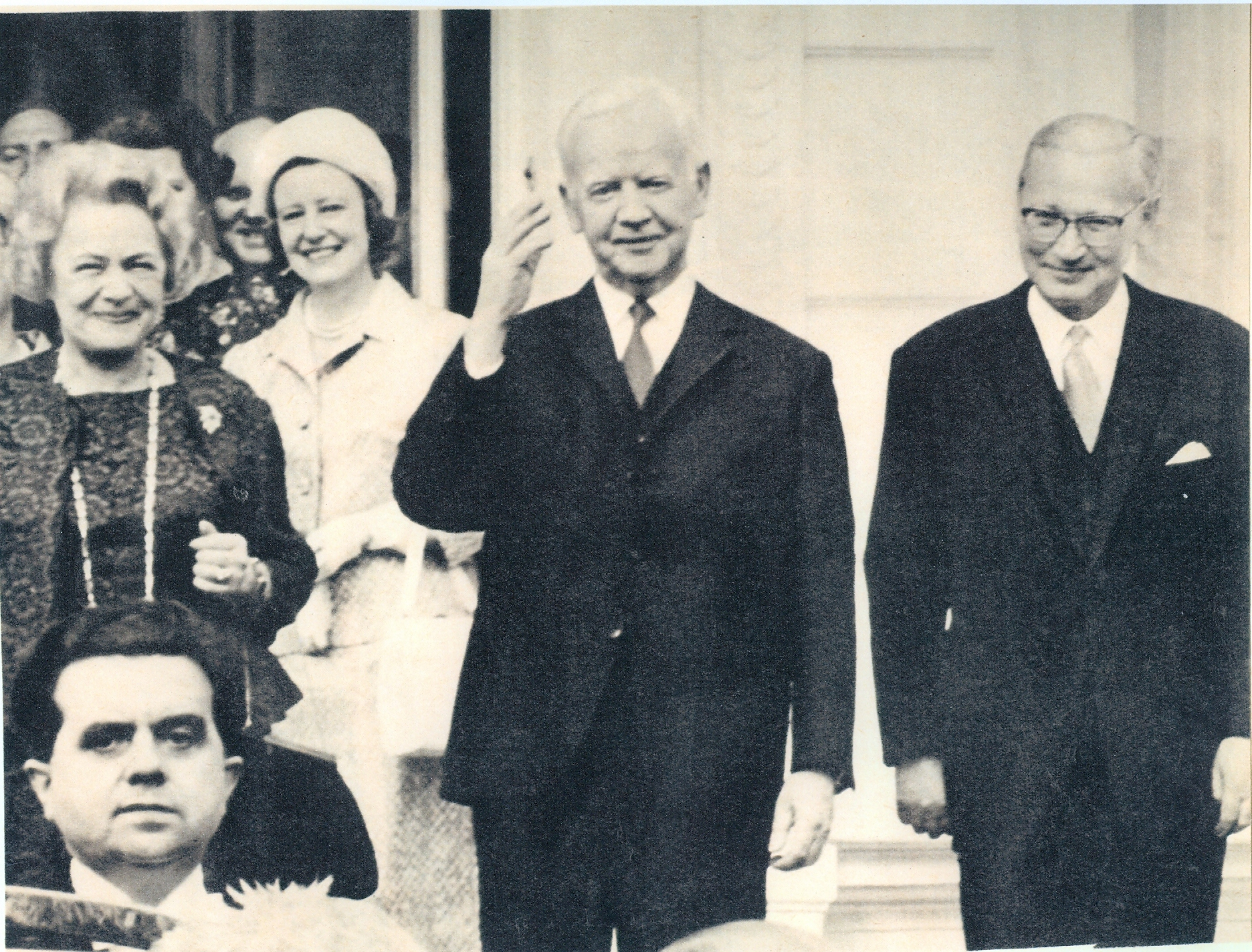
Albert Einsiedler (rechts)

## Werdegang
Einsiedler verfolgte zunächst eine höhere Beamtenlaufbahn bei der Deutschen Reichsbahn. Am 26. November 1938, also drei Wochen nach den Novemberpogromen, beantragte Einsiedler die Aufnahme in die NSDAP und wurde rückwirkend zum 1. November desselben Jahres aufgenommen (Mitgliedsnummer 7.015.510).
Einsiedler wurde Soldat im Zweiten Weltkrieg. Nach Heimkehr aus fünfjähriger sowjetischer Kriegsgefangenschaft 1949 war er ab 1950 Leiter des Referats 4 (zuständig u. a. für Beamtenrechtsfragen, sozialrechtliche Fragen, Flüchtlingsfragen und Lastenausgleich sowie für Rechtsfragen und Rechtsgutachten für den Bereich des BMI, BMA, BMWi, BML und wechselnder anderer Ressorts) im Bundespräsidialamt.
1957 übernahm er die Leitung des Referats 3 (u. a. zuständig für Angelegenheiten der Gesetzgebung und Verwaltung aus den Geschäftsbereichen des BMBR, BMI [Abteilung I], BMWi, BML, BMA, BMVg, BMZ, BMWo, BMAt, BMG, später auch wechselnder anderer Ressorts, Personalien, Besoldung, Fragen des öffentlichen Dienstrechts, Ernennungs- und Entlassungsvorschläge). Von 1962 bis 1969 war er im Rang eines Ministerialdirektors Ständiger Vertreter des Chefs des Bundespräsidialamtes mit der Zuständigkeit für Personal und Organisation, bis zum 30. Juni 1969 Leiter des Präsidialamts, Ende 1969 trat er in den Ruhestand.
Einsiedler war ab 1932 Mitglied der katholischen Studentenverbindung AV Guestfalia Tübingen.

## Ehrungen
- 1957: Komtur des Päpstlichen Ritterordens des heiligen Gregors des Großen[4]
- 1964: Großes Goldenes Ehrenzeichen mit dem Stern für Verdienste um die Republik Österreich[5]
- 1967: Verdienstkreuz 1. Klasse der Bundesrepublik Deutschland